# Dorfkirche Rehbach

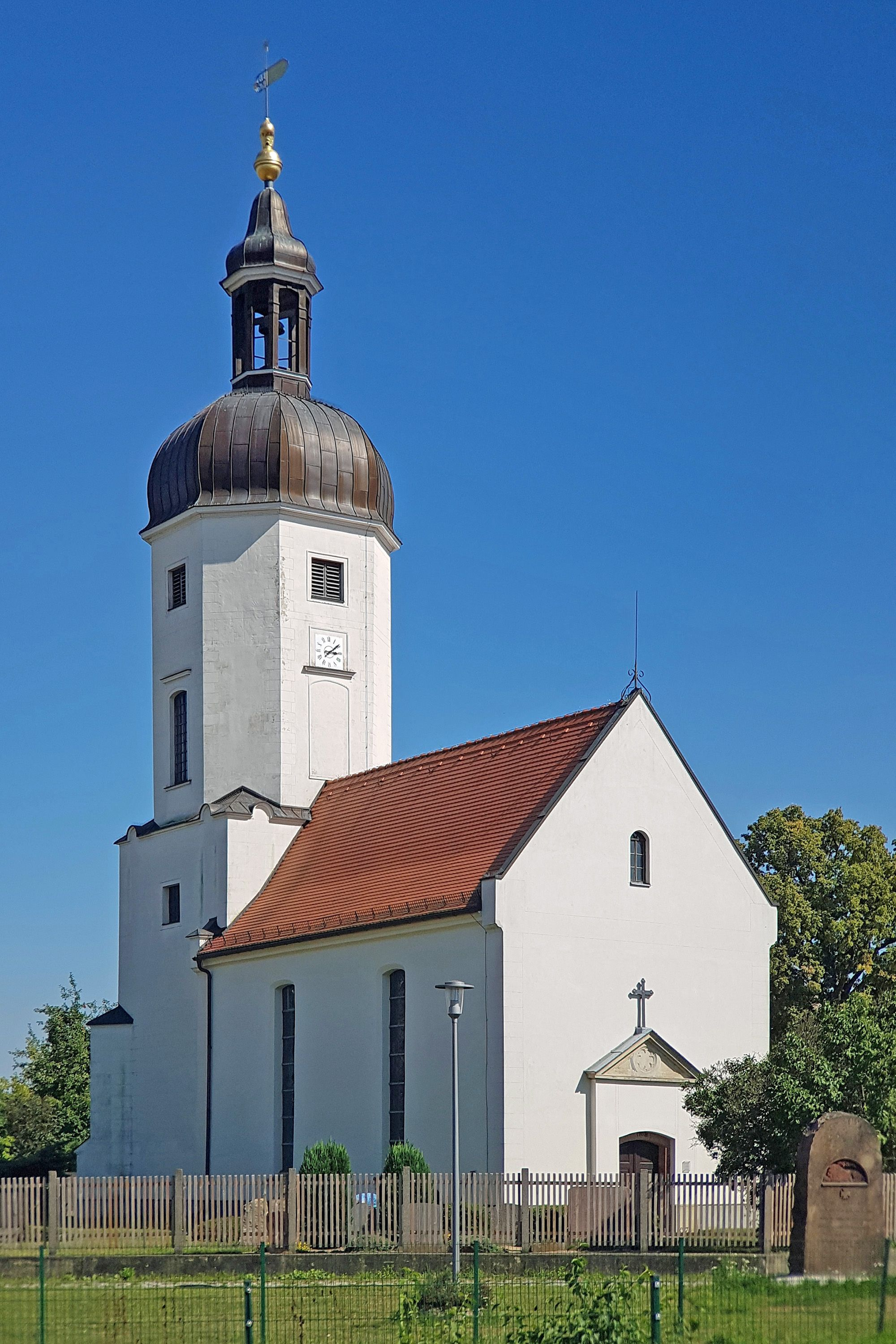
Dorfkirche Rehbach (2016)

Die Dorfkirche Rehbach ist die evangelisch-lutherische Kirche in Rehbach, einem ehemaligen Dorf und seit 1999 Stadtteil im äußersten Südwesten Leipzigs. Sie steht auf dem Anger im Zentrum des Ortes und ist vom Friedhof umgeben. Sie genießt Denkmalschutz.

## Geschichte

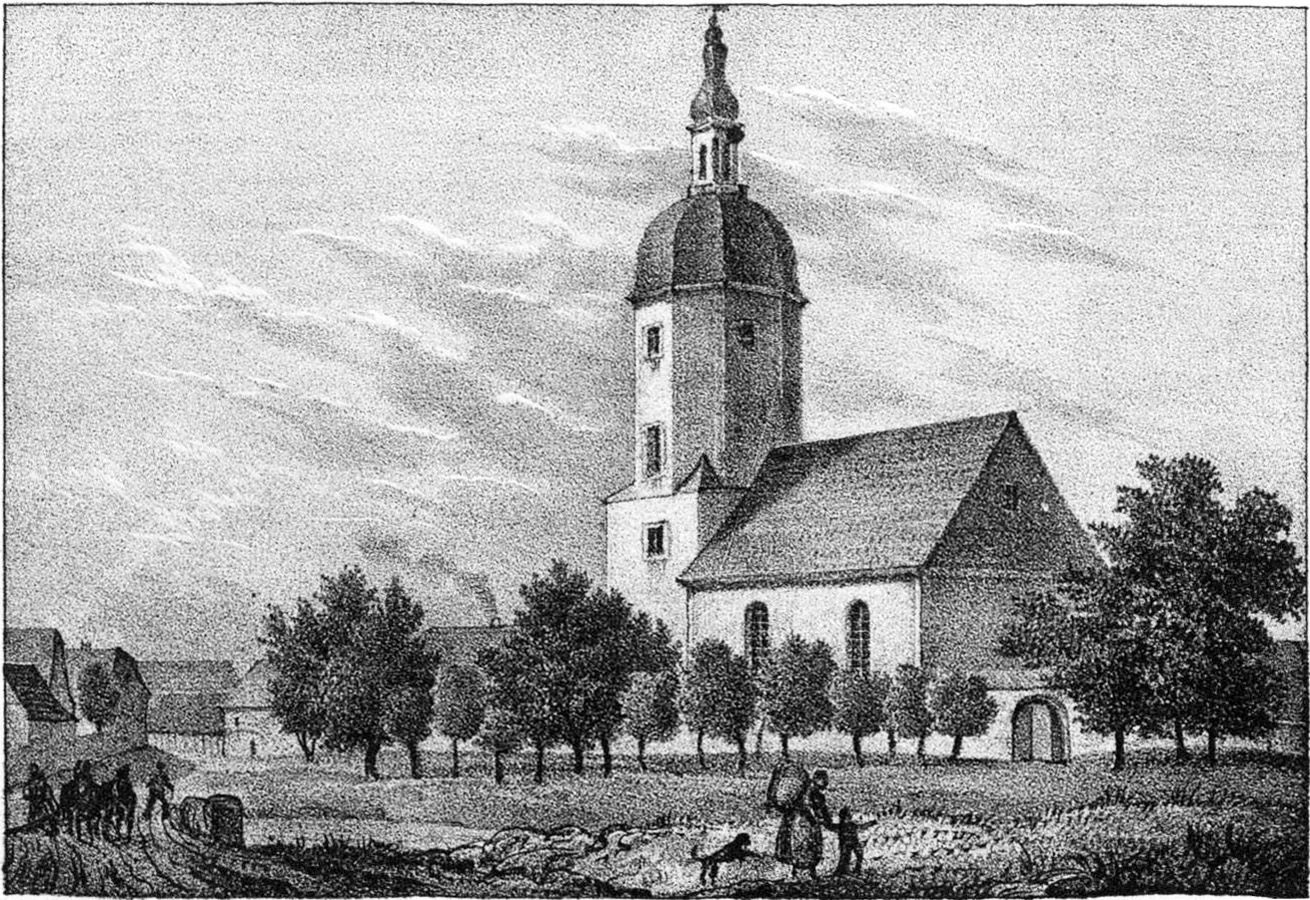
Rehbacher Kirche um 1840

Die Anfänge der Rehbacher Kirche gehen auf das 15. Jahrhundert zurück, als sie als kleine Chorturmkirche erbaut wurde, also mit dem Chor unter dem im Osten angesetzten Turm, wie in zahlreichen Kirchen Nordwestsachsens aus dieser Zeit anzutreffen.
Ihre heutige äußere Erscheinung erhielt sie bei einem Umbau im Jahr 1705, bei dem der Turm erhöht wurde und seine barocke Form erhielt, die Fenster vergrößert wurden und das Kirchenschiff nach Osten verlängert wurde. Auch einige Ausstattungselemente stammen aus dieser Zeit. Die Empore und die Orgel wurden Anfang der zweiten Hälfte des 19. Jahrhunderts eingebaut. 1858 kamen drei Glocken der Leipziger Firma G. A. Jauck nach Rehbach.
2005 erfolgte die jüngste Außensanierung, und von 2009 bis 2015 wurden umfassende Renovierungsarbeiten im Kircheninneren und die Restaurierung der Orgel durchgeführt. 
Bis zur Reformation war die Rehbacher Kirche Filialkirche von Knautnaundorf, danach von Knauthain. Gegenwärtig gehört sie mit der Hoffnungskirche Knauthain und der Andreaskapelle Knautkleeberg zur Evangelisch-Lutherischen Kirchgemeinde Leipzig-Knauthain.

## Architektur
Die Kirche ist ein verputzter Ziegelbau mit einer Gesamtlänge von etwa 21 Meter und einer Breite des Kirchenschiffs von 8,5 Meter. Das Kirchenschiff mit einem ziegelgedeckten Satteldach hat auf beiden Seiten zwei hohe Segmentbogenfenster. 
Der leicht eingezogene Turm besitzt bis zur Höhe des Dachfirsts des Kirchenschiffes eine quadratische Grundfläche. Dann folgt ein achteckiger Schaft bis zum kupfergedeckten barocken Abschluss mit Haube und Laterne sowie Turmkugel und Wetterfahne. Zifferblätter der Turmuhr weisen nach Osten und Westen. an der Basis besitzt der Turm an den östlichen Ecken gotische getreppte Strebepfeiler. An der Nordseite des Turmes war ehemals eine Sakristei angebaut, wie ein Bild aus den 1970er Jahren zeigt.

## Ausstattung
Der hohe, goldfarben gehaltene Kanzelaltar stammt aus der ersten Hälfte des 18. Jahrhunderts. Zwei monumentale Säulen tragen einen gewölbten Sprenggiebel und flankieren den geschnitzten Kanzelkorb und den als Krone gestalteten Schalldeckel. In zwei Nischen neben dem Altar stehen die aus Lindenholz geschnitzten Figuren von Moses und Johannes dem Täufer, die den Alten und den Neuen Bund ankündigen: Moses mit den Gesetzestafeln und Johannes nach oben auf Christus im Deckengemälde der Kirche weisend.
Das Taufbecken mit Schnitzwerk stammt aus dem Beginn des 19. Jahrhunderts. In den vier Farbglasfenstern des Kirchenschiffs sind die vier Evangelisten dargestellt und im Fenster auf der Südseite des Chores die Weihnachtsgeschichte. Die Empore ruht auf verzierten gusseisernen Säulen.

## Orgel
Die Rehbacher Orgel wurde 1853 durch den Orgelbaumeister Christian Carl David Beyer (1785–1856) aus Großzschocher erbaut. Sie hat 16 Register auf zwei Manualen und Pedal mit folgender Disposition.
| I Hauptwerk C– |     |
| Bordun         | 16′ |
| Prinzipal      | 08′ |
| Gedackt        | 08′ |
| Oktave         | 04′ |
| Dolkan         | 04′ |
| Quinte         | 03′ |
| Oktave         | 02′ |
| Cornett III    |     |
| Mixtur III     |     |

| II Oberwerk C–   |     |
| Lieblich Gedackt | 08′ |
| Rohrflöte        | 04′ |
| Schwiegel        | 02′ |
| Cimbel III       |     |

| Pedal C–      |     |
| Subbass       | 16′ |
| Violonbass    | 16′ |
| Prinzipalbass | 08′ |

- Koppeln: II/I, I/P